# Пахнін Олександр Іванович
Олександр Іванович Пахнін (2 травня 1902, село Кувинь, тепер Солікамського району Пермського краю, Російська Федерація — 1964, місто Москва, Російська Федерація) — радянський діяч, секретар Миколаївського обласного комітету КП(б)У з пропаганди, полковник.

## Біографія
Народився в селянській родині.
У 1920—1926 роках служив у Червоній армії, учасник Громадянської війни в Росії.
Член РКП(б) з 1923 року.
Закінчив морехідне училище.
Перебував на відповідальній партійній роботі. До березня 1940 року — директор партійних курсів при Харківському обласному комітеті КП(б)У.
З березня 1940 по серпень 1941 року — секретар Миколаївського обласного комітету КП(б)У з пропаганди.
З жовтня 1941 року — у Червоній армії, учасник німецько-радянської війни. Служив у політичному управлінні Південного фронту. У листопаді 1941 року — уповноважений Військової ради Південного фронту по місту Ростову-на-Дону. З грудня 1941 року був представником політичного управління Південного фронту в 52-й танковій бригаді, у 1942 році — в 174-й, 218-й та 215-й стрілецьких дивізіях групи генерал-майорв Камкова.
З березня по червень 1942 року — військовий комісар 448-го батальйону аеродромного обслуговування 34-го району авіаційного базування. З червня 1942 по 1945 рік — начальник політичного відділу 6-го окремого навчально-тренувального авіаційного полку 4-ї повітряної армії на Закавказькому, Північнокавказькому, 2-му Білоруському фронтах.
З 1945 року — на політичній роботі в 11-й гвардійській штурмовій авіаційній дивізії Групи радянських окупаційних військ у Німеччині.
У грудні 1955 року демобілізований з Радянської армії. Працював викладачем Військової академії імені Жуковського.

## Звання
- майор
- підполковник
- полковник

## Нагороди
- два ордени Червоного Прапора (8.06.1945, 30.12.1956)
- орден Вітчизняної війни ІІ ст. (6.07.1944)
- два ордени Червоної Зірки (13.02.1943, 17.05.1951)
- ордени
- медаль «За оборону Кавказу» (1.05.1944)
- медаль «За бойові заслуги» (30.04.1945)
- медаль «За перемогу над Німеччиною у Великій Вітчизняній війні 1941—1945 рр.» (1945)
- медалі